# リレーラー

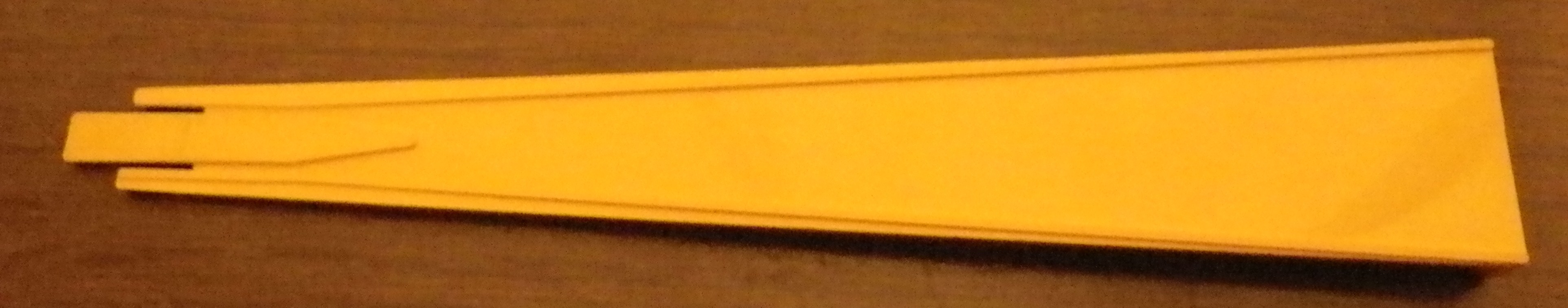
Nゲージのリレーラー

リレーラー (英: Re-Railer) とは、鉄道模型の車両をレール上に載せる際の補助器具である。

## 概要
鉄道模型の車両をレールに載せる際に、線路上に置いて使用する。蒸気機関車・電気機関車・大物車などのように車輪数が多い車両や、台車が車体裾のスカートなどに覆われている車両など、直接線路に載せるのが難しい場合に用いられる。
実物の鉄道車両は線路を走行する際に、車輪をレールに追随させるため車輪にフランジが設けられている。これは鉄道模型においても同様であるが、鉄道模型では実物の鉄道に比較して、急な曲線となっている事が多く、脱線防止のためフランジが大きく取られている事が多い。当初、サイズの大きな製品ではレールに車両を載せる際にそれほど手間がかからなかったものの、時代を経るにつれて小型の鉄道模型が普及するに至り、先述の車輪数が多い車両の場合においてフランジとレールが干渉し載せにくいという場面が出てきた。これを解消するため、メーカーやブランドによって呼称は異なるが、おおむね線路に車両を載せる際の補助器具として「リレーラー」が登場した。
日本においては、エンドウでは「台車台」、関水金属 (カトー) やトミーテック (TOMIX) では「リレーラー」と称し、日本国外では、「Railer」や「Centreur」など様々な呼称が用いられている。
英語の「Re-Railer」は実物の鉄道において、脱線事故の際に使用される「脱線復旧器」を意味し、鉄道模型における意味合いとは多少異なる。

## 使用法

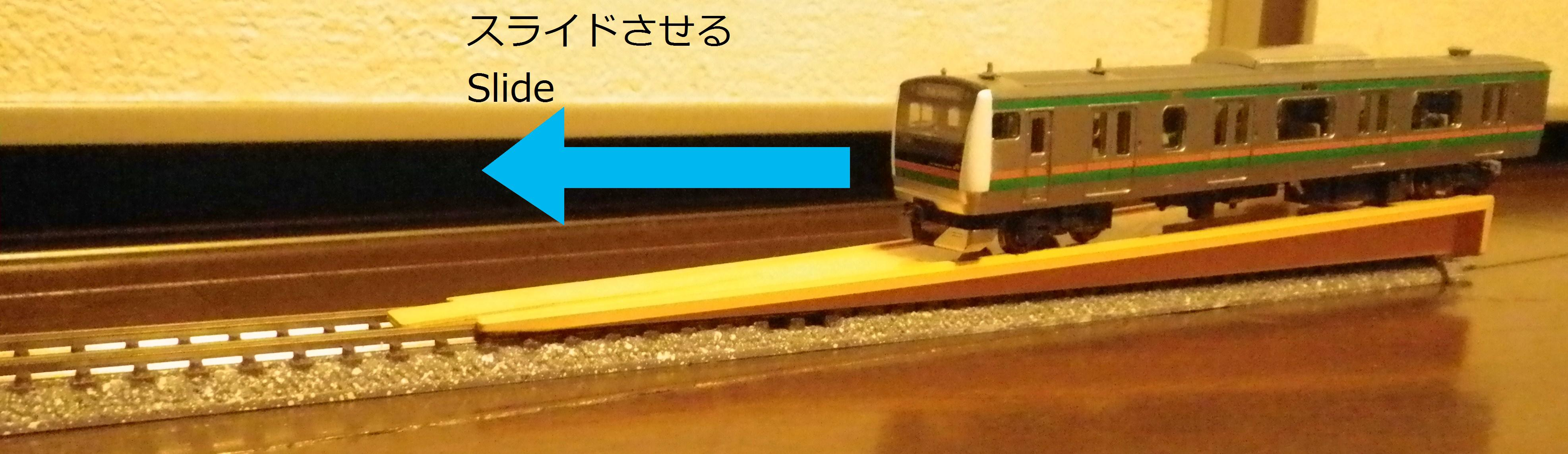
リレーラーの使用方法

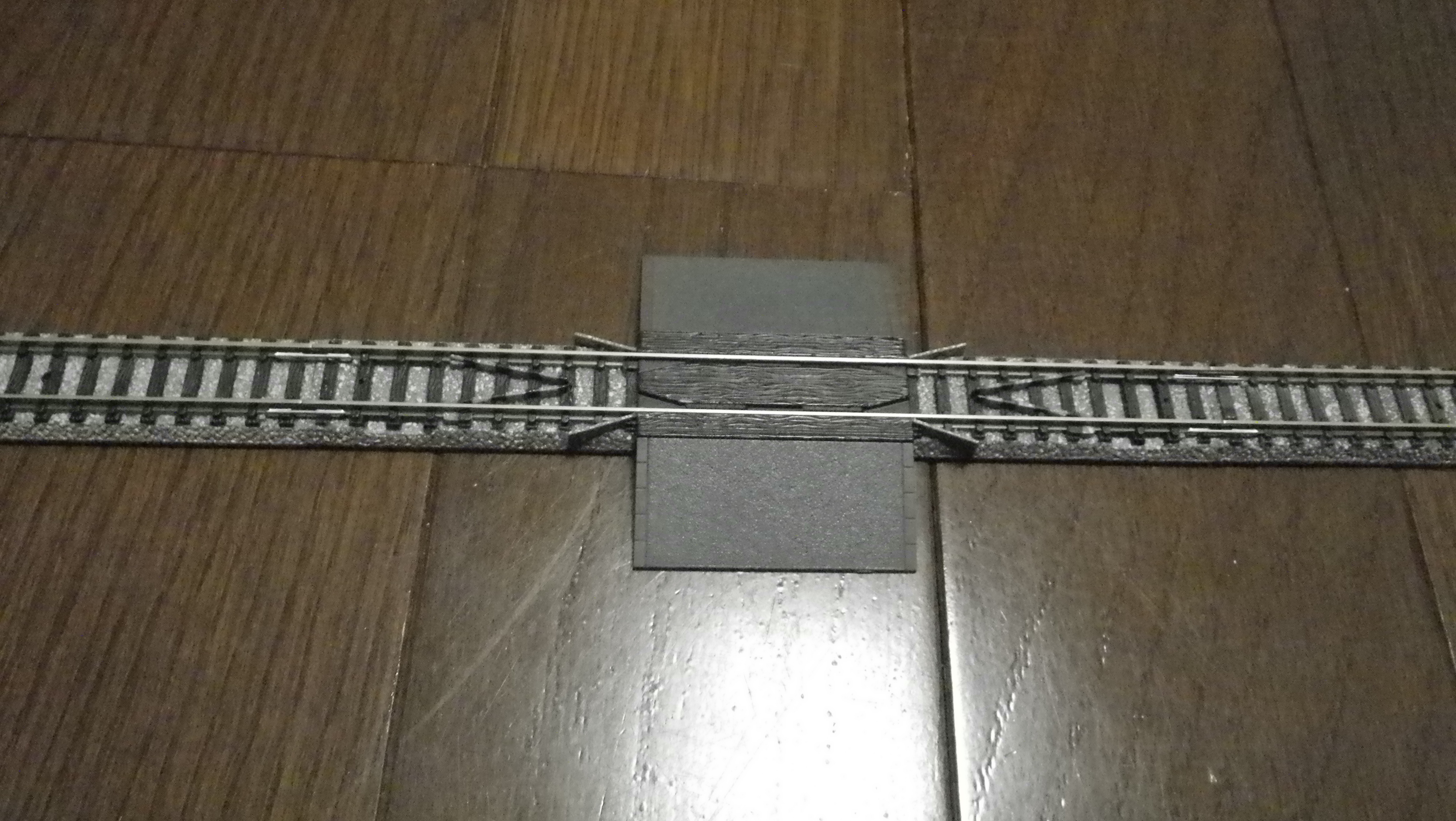
リレーラー機能を持つ線路。車輪を誘導する小さな板が線路に付いている。

リレーラーをレール上にかぶせるようにして置き、リレーラーの上に車両を置いて線路に向かって車両を動かすと、車輪がレールの位置に合わせられ、車両がレールに載る (写真参照) 。
また、線路自体にその機能を持たせたものも存在する。主に踏切を再現した線路製品において、踏み板部分をレール上面と面一として、踏み板部分に車両を載せ枕木方向に水平移動させることで線路に載せるというものである。

## トリビア
日本で最初に9mmゲージ用のリレーラーを製造したのは、昭和40年頃参入を計画していたソニーマイクロトレーンで、計画の中止後、金型を関水金属が引き継ぎ、1980年代の後継品（24-000/ジョイナーはずし付）の発売まで自社製品（2544）として販売していた。